# دولوريس مايكلز
دولوريس مايكلز (بالإنجليزية: Dolores Michaels)‏ هي ممثلة أمريكية، ولدت في 30 يناير 1933 في كانساس سيتي في الولايات المتحدة، وتوفيت في 25 سبتمبر 2001 في ويست هوليوود في الولايات المتحدة.

## أعمال

### أفلام
- الساحر

## وصلات خارجية
- دولوريس مايكلز على موقع IMDb (الإنجليزية)
- دولوريس مايكلز على موقع إن إن دي بي (الإنجليزية)
- دولوريس مايكلز على موقع قاعدة بيانات الفيلم (الإنجليزية)